# L'home del cor de ferro
L'home del cor de ferro (títol original en francês, HHhH;
títol original en anglès, The Man with the Iron Heart) és una pel·lícula d'acció i thriller biogràfica del 2017 dirigida per Cédric Jimenez i escrita per David Farr, Audrey Diwan i el mateix Jimenez. Producció francobelga en anglès, es basa en la novel·la de 2010 de l'escriptor francès Laurent Binet HHhH i se centra en l'Operació Antropoide, l'assassinat del líder nazi Reinhard Heydrich a Praga durant la Segona Guerra Mundial. S'ha doblat i subtitulat al català central; també s'ha doblat al valencià per a À Punt.
La pel·lícula és protagonitzada per Jason Clarke, Rosamund Pike, Jack O'Connell, Jack Reynor i Mia Wasikowska. Es va rodar a Praga i Budapest des del setembre del 2015 fins al febrer del 2016.